# Deputy
Deputy – jednostka osadnicza w Stanach Zjednoczonych, w stanie Indiana, w hrabstwie Jefferson.